# دریاچه ژینگیلدی
دریاچه ژینگیلدی (قزاقی: Жыңғылдысор) یک دریاچه در استان پاولودار کشور قزاقستان است.